# Ernst Wallmark
Ernst Adam Wallmark (3. april 1834 i Stockholm - 12. november 1910 sammesteds) var en svensk forfatter og teatermand.
Som søn af Per Adam Wallmark var det naturligt for ham, at han, skønt han begyndte at gå embedsvejen, snart slog sig på det litterære, og det blev teatret, han ofrede sig for. Han ledede flere stockholmske teatre, oversatte, bearbejdede eller forfattede de fleste af de skuespil, operaer og operetter, som opførtes i Stockholm i 19. århundredes sidste menneskealder. Tillige udgav han Visor och kupletter (1879—90) og Från ungdomstid — vid höstetid (1887); hans oversættelse af Plautus’ Mostellaria ("Spöket") vandt prisbelønning.